# Times of Grace (album)
Times of Grace – szósta długogrająca (LP) płyta zespołu Neurosis, wydana w 1999 roku. Płyta wprowadziła nowe elementy do stylu grupy - spokojniejsze, bardziej "przestrzenne" motywy. Jest to też pierwsze wspólne nagranie zespołu razem z producentem Steve'em Albinim.

## Spis utworów
1. "Suspended in Light" – 1:59
2. "The Doorway" – 7:35
3. "Under the Surface" – 8:37
4. "The Last You'll Know" – 9:14
5. "Belief" – 5:56
6. "Exist" – 1:41
7. "End of the Harvest" – 7:29
8. "Descent" – 2:57
9. "Away" – 9:35
10. "Times of Grace" – 7:22
11. "The Road to Sovereignty" – 3:39